# Une vie à l'épreuve

Une vie à l'épreuve (Dawn Anna) est un téléfilm américain réalisé par Arliss Howard et diffusé le 10 janvier 2005 sur Lifetime.
Ce téléfilm est basé sur une histoire vraie et rend hommage aux victimes de la fusillade de Columbine (12 étudiants, un professeur et 24 autres étudiants plus ou moins grièvement blessés).

## Synopsis
Ce téléfilm retrace la vie d'une mère, Dawn Anna, élevant seule ses 4 enfants. Quelque temps après avoir trouvé un poste d'enseignante de mathématiques, elle découvre qu'elle est atteinte d'une terrible maladie du cerveau l'empêchant de parler et de se déplacer. Elle subit alors une opération. Forte de sa détermination et aidée par ses enfants et son compagnon, elle retrouve peu à peu la parole et la capacité à se déplacer.
Le mardi 20 avril 1999, comme tous les autres matins, Dawn accompagne sa jeune fille Lauren, surnommée Lulu, à l'école. Lauren est morte dans la fusillade de Columbine. À la suite de ce déchirement, Dawn milite contre les armes à feux.

## Fiche technique
- Réalisation : Arliss Howard
- Scénario : Robert Munic et James Howard
- Société de production : Blue Star Pictures
- Durée : 88 minutes
- Pays :  États-Unis

## Distribution
- Debra Winger (VF : Josiane Pinson) : Dawn Anna Townsend
- Alex Van (VF : Pierre Laurent) : Dink
- Sam Howard (VF : Kelyan Blanc) : Josh Townsend
- Stephen Warner (VF : Stéphane Marais) : Matt Townsend
- Krista Rae (VF : Marie-Eugénie Maréchal) : Kristin Townsend
- Tatiana Maslany (VF : Adeline Chetail) : Lauren « Lulu » Dawn Townsend (12 ans)
- Robert Theberge (VF : Damien Ferrette) : Shane
- Quinn Singer (VF : Adeline Chetail) : Lauren « Lulu » Dawn Townsend
- Patricia Harras (VF : Marie-Laure Beneston) : Mary
- Greg Lawson (VF : Lionel Tua) : Dr Emerson
- Gillian Carfra : Crisis Worker
- Yuri Yeremin (VF : Guillaume Orsat) : lui-même
- Lee Cameron : professeur de science
- Christine Hamilton : la grande fille
- Scott Arnold : Dr Albert Bender
- Brandon Firla (en) : l'intervieweur
- Josh Emerson : le grand garçon
- Tom Casey : le jeune médecin
- Larry Austin : l'ancien médecin

## Accueil
Le téléfilm a été vu par 4,39 millions de téléspectateurs lors de sa première diffusion.